# Norwegia na Letnich Igrzyskach Olimpijskich 1988
Norwegię na Letnich Igrzyskach Olimpijskich 1988 reprezentowało 70 zawodników (44 mężczyzn i 26 kobiet). Był to 20 start reprezentacji Norwegii na letnich igrzyskach olimpijskich.

## Zdobyte medale
| Medal  | Zawodnik | Dyscyplina   | Konkurencja                  | Rezultat                                            |
| ------ | --- | ------------ | ---------------------------- | --------------------------------------------------- |
| Złoto  | Jon Rønningen | Zapasy       | styl klasyczny waga do 52 kg | w finale jego rywalem był Japończyk Atsuji Miyahara |
| Złoto  | Tor Heiestad | Strzelectwo  | ruchomy cel 50 m             | 689 pkt                                             |
| Srebro | Erik Bjørkum Olle Petter Pollen | Żeglarstwo   | "Latający Holender"          | 58,4 pkt                                            |
| Srebro | Vibeke Johnsen Cathrine Svendsen Heidi Sundal Hanne Hegh Hanne Hogness Karin Singstad Trine Haldvik Berit Digre Ingrid Steen Karin Pettersen Annette Skotvoll Kristin Midthun Marte Eliasson Kjerstin Andersen | Piłka ręczna | turniej kobiet               | w finale uległy zespołowi Korei Południowej 20:23   |
| Srebro | Vetle Vinje Rolf Thorsen Alf Hansen Lars Bjønnes | Wioślarstwo  | czwórka podwójna mężczyzn    | 5:55,08 min                                         |

## Skład kadry

### Jeździectwo
- Ove Hansen

skoki przez przeszkody indywidualnie - 46. miejsce

### Kajakarstwo
Mężczyźni
- Einar Rasmussen

K-1 500 m - 10. miejsce
- Morten Ivarsen

K-1 1000 m - 8. miejsce
- Svein Egil Solvang
- Harald Amundsen

K-2 1000 m - 8. miejsce
- Knut Holmann
- Morten Ivarsen
- Arne B. Sletsjøe
- Arne Johan Almeland

K-4 1000 m - DNF

### Kolarstwo
Mężczyźni
- Atle Pedersen

wyścig ze startu wspólnego - 13. miejsce
- Erik Johan Sæbø

wyścig ze startu wspólnego - 27. miejsce
- Geir Dahlen

wyścig ze startu wspólnego - 68. miejsce
Kobiety
- Unni Larsen

wyścig ze startu wspólnego - 20. miejsce
- Astrid Danielsen

wyścig ze startu wspólnego - 35. miejsce

### Lekkoatletyka
Mężczyźni
- Lars Ove Strømø

bieg na 5000 m - DNF
- John Halvorsen

bieg na 10000 m - 16. miejsce
- Geir Kvernmo

maraton - DNF
- Erling Andersen

chód na 20 km - 22. miejsce
chód na 50 km - DNF
- Georg Andersen

pchnięcie kulą - 10. miejsce
- Knut Hjeltnes

rzut dyskiem - 7. miejsce
- Svein-Inge Valvik

rzut dyskiem - 14. miejsce
Kobiety
- Ingrid Kristiansen

bieg na 10000 m - DNF
- Sissel Grottenberg

maraton - 36. miejsce
- Grete Andersen-Waitz

maraton - DNF
- Bente Moe

maraton - DNF
- Trine Solberg-Hattestad

rzut oszczepem - 18. miejsce

### Piłka ręczna
Kobiety
- Vibeke Johnsen
Cathrine Svendsen
Heidi Sundal
Hanne Hegh
Hanne Hogness
Karin Singstad
Trine Haldvik
Berit Digre
Ingrid Steen
Karin Pettersen
Annette Skotvoll
Kristin Midthun
Marte Eliasson
Kjerstin Andersen

2 miejsce

### Pływanie
Mężczyźni
- Jan-Erick Olsen

100 m stylem grzbietowym - 38. miejsce
200 m stylem grzbietowym - 41. miejsce
Kobiety
- Irene Dalby

400 m stylem dowolnym - 17. miejsce
800 m stylem dowolnym - 10. miejsce
400 m stylem zmiennym - 22. miejsce

### Skoki do wody
Kobiety
- Kamilla Gamme

platforma 10-metrowa - 7. miejsce

### Strzelectwo
Mężczyźni
- Tor Heiestad

ruchomy cel 50 m - 1. miejsce
- Harald Stenvaag

karabin pneumatyczny 10 m - 5. miejsce
karabin małokalibrowy 3 postawy 50 m - 7. miejsce
- Jan Gundersrud

karabin pneumatyczny 10 m - 17. miejsce
karabin małokalibrowy leżąc 50 m - 9. miejsce
- Geir Skirbekk

karabin małokalibrowy 3 postawy 50 m - 11. miejsce
karabin małokalibrowy leżąc 50 m - 47. miejsce
Kobiety
- Siri Landsem

karabin pneumatyczny 10 m - 36. miejsce
karabin małokalibrowy 3 postawy 50 m - 37. miejsce
- May Irene Olsen

karabin pneumatyczny 10 m - 39. miejsce
karabin małokalibrowy 3 postawy 50 m - 13. miejsce

### Wioślarstwo
Mężczyźni
- Per Sætersdal
Kjell Voll

dwójka podwójna - 11. miejsce
- Audun Hadler-Olsen
Tore Øvrebø
Ole Andreassen(ostatecznie nie wystąpił)[6]

dwójka bez sternika - 16. miejsce
- Vetle Vinje
Rolf Thorsen
Alf Hansen
Lars Bjønnes

czwórka podwójna - 2 miejsce

### Zapasy
Mężczyźni
- Lars Rønningen

48 kg w stylu klasycznym - odpadł w eliminacjach
- Jon Rønningen

52 kg w stylu klasycznym - 1. miejsce
- Ronny Sigde

57 kg w stylu klasycznym - odpadł w eliminacjach
- Morten Brekke

68 kg w stylu klasycznym - 7. miejsce
- Stig Kleven

82 kg w stylu klasycznym - 4. miejsce

### Żeglarstwo
Mężczyźni
- Herman Horn Johannessen
Karl-Einar Jensen

Klasa 470 - 13. miejsce
- Håkon Nissen-Lie

Lechner A-390 - 21. miejsce
Open
- Carl Erik Johannessen
Per Arne Nilsen

Klasa Tornado - 6. miejsce
- Erik Bjørkum
Olle Petter Pollen

Latający Holender - 2. miejsce